# ليونيل وايت (كاتب)
ليونيل وايت (بالإنجليزية: Lionel White)‏ (و. 1905 – 1985 م) هو كاتب، وكاتب سيناريو، وروائي أمريكي، ولد في بوفالو، نيويورك، توفي في آشفيل، كارولاينا الشمالية، عن عمر يناهز 80 عاماً.

## وصلات خارجية
- ليونيل وايت على موقع IMDb (الإنجليزية)
- ليونيل وايت على موقع ألو سيني (الفرنسية)
- ليونيل وايت على موقع أول موفي (الإنجليزية)
- ليونيل وايت على موقع قاعدة بيانات الأفلام السويدية (السويدية)
- ليونيل وايت على موقع قاعدة بيانات الفيلم (الإنجليزية)
- ليونيل وايت على موقع كينوبويسك (الروسية)